# Ian McCall
Ian Gregory McCall, född 5 juli 1984 i Newport Beach, är en amerikansk före detta MMA-utövare som 2012–2015 tävlade i organisationen Ultimate Fighting Championship.